# Алаг-Эрдэнэ

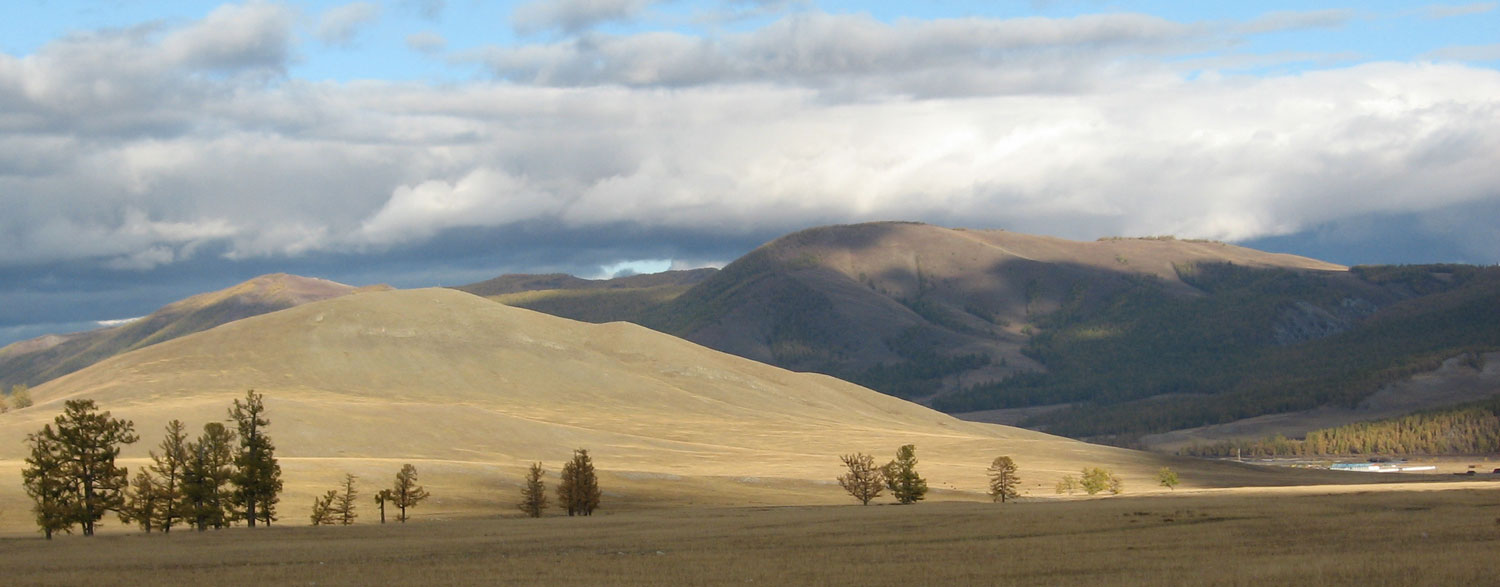
Неподалёку от Манхана

Алаг-Эрдэнэ (монг. Алаг-Эрдэнэ — «пёстрый драгоценный камень») — сомон аймака Хувсгел, Монголия.
Площадь сомона составляет около 4500 км², из которых 1460 км² занимают леса, и 2760 км² луга и пастбища. В 2005 году в сомоне проживало 2992 жителя. Центр сомона — посёлок Манхан находится в 62 километрах от города Мурэна и в 733 километрах от столицы страны — Улан-Батора. Сомон расположен на южном берегу озера Хубсугул.

## История
Сомон Алаг-Эрдэнэ был основан в 1931 году. В 1933 году здесь проживало около 3400 жителей, насчитывалось 1006 семей, и около 82 000 голов крупного рогатого скота. В 1942 году два соседних сомона были объединены в Рэнчинлхумбэ, в 1952 году два других сомона стали частью объединённого сомона Тунэл. В 1956 году Бурэн был разделён на три сомона.

## Экономика
В 2004 году в сомоне насчитывалось примерно 76 тысяч голов крупного рогатого скота, из них — 26000 овец, 36000 коз, 11500 яков, 6400 коней, и 33 верблюда. В 1980 году советские геологи проводили крупномасштабные проекты по разведке фосфоритов в этом районе. В начале 1990-х эти работы были прекращены по причине общей политической и экономической ситуации, сложившейся после окончания социализма, а также ввиду недовольства местного населения. Другие полезные ископаемые, добываемые здесь это каменный уголь, графит и кварц.